# Alexander Kucharsky
Alexander Kucharsky (sinh ngày 18 tháng 3 năm 1741 - mất ngày 5 tháng 11 năm 1819)  cũng gọi là Alexandre Kucharsky, là một họa sĩ vẽ tranh chân dung người Ba Lan. Ông đã ở Pháp suốt những năm tháng trưởng thành. Ông sử dụng cách ký tên Kucharsky lên tác phẩm, Kucharski cũng thường được sử dụng. Ở Pháp, mọi người gọi ông là Couaski.

## Tuổi trẻ
Kucharsky sinh tại Warsaw. Khi còn bé, ông là người hầu của Vua Stanisław II Augustus, người cai trị cuối cùng được bầu chọn của Khối thịnh vượng chung Ba Lan-Litva. Lúc đầu, ông được gửi đi học để thành họa sĩ ở Warsaw, ông theo học tại xưởng vẽ của họa sĩ nổi tiếng Marcello Bacciarelli. Sau đó, theo chỉ định của Vua Stanisław Augustus, ông đến Paris để làm học trò của Joseph-Marie Vien và Carle van Loo tại Académie Royale trong giai đoạn 1760-1769.

## Tác phẩm
Nhà vua Ba Lan muốn Kucharsky được đào tạo để thành một họa sĩ vẽ tranh lịch sử nhưng ông lại trở thành một họa sĩ tranh vẽ chân dung, do đó ông bị mất sự đỡ đầu của nhà vua. Từ năm 1776 đến năm 1778, Kucharsky phục vụ Hoàng thân xứ Condé.
Kucharsky thích vẽ tranh chân dung nửa người bằng phấn tiên hoặc bằng sơn dầu. Đôi khi ông cũng dùng bột màu và vẽ các bức tranh cỡ nhỏ. Khách hàng của ông chủ yếu là những người thuộc tầng lớp quý tộc Pháp và Ba Lan. Sau này, ông có một lượng khách hàng nhiều hơn ở Pháp do sự hình thành liên minh giữa Vua Louis XV và Marie Leszczyńska.
Sau khi rời khỏi triều đình Pháp của Élisabeth-Louise Vigée-Le Brun vào năm 1789, Kucharsky trở thành họa sĩ cho Vương hậu Maria Antonia của Áo. Ngoài vẽ chân dung của bà và những đứa bé trong hoàng tộc, ông cũng vẽ Marie-Louise, công chúa xứ Lamballe, comte d'Artois, Vua Charles X, Nữ bá tước xứ Artois, và Catherine Đại đế của Nga.
Các tác phẩm nổi tiếng nhất của Kucharsky ngày nay là các tranh chân dung vẽ gia đình hoàng gia đã bị diệt vong của Pháp, đặc biệt là vị vua tương lai Vua Louis XVII. Bức chân dung cuối cùng của Maria Antonia của Áo (vẽ năm 1793) được Piasa bán đấu giá vào ngày 21 tháng 5 năm 2003 được cho là tác phẩm của Kucharsky.
Khi ký tên vào tác phẩm của mình, ông thường ký là "Kucharsky".

## Cuối đời
Trong những năm Cách mạng Pháp, Kucharsky vẫn giữ nguyên lòng trung thành với chế độ cũ. Khi nghỉ hưu, ông sống tại Sainte-Périne gần Paris, sinh hoạt bằng lương hưu do Vua Louis XVIII của Pháp cấp. Ông mất tại Paris.

## Tranh tiêu biểu

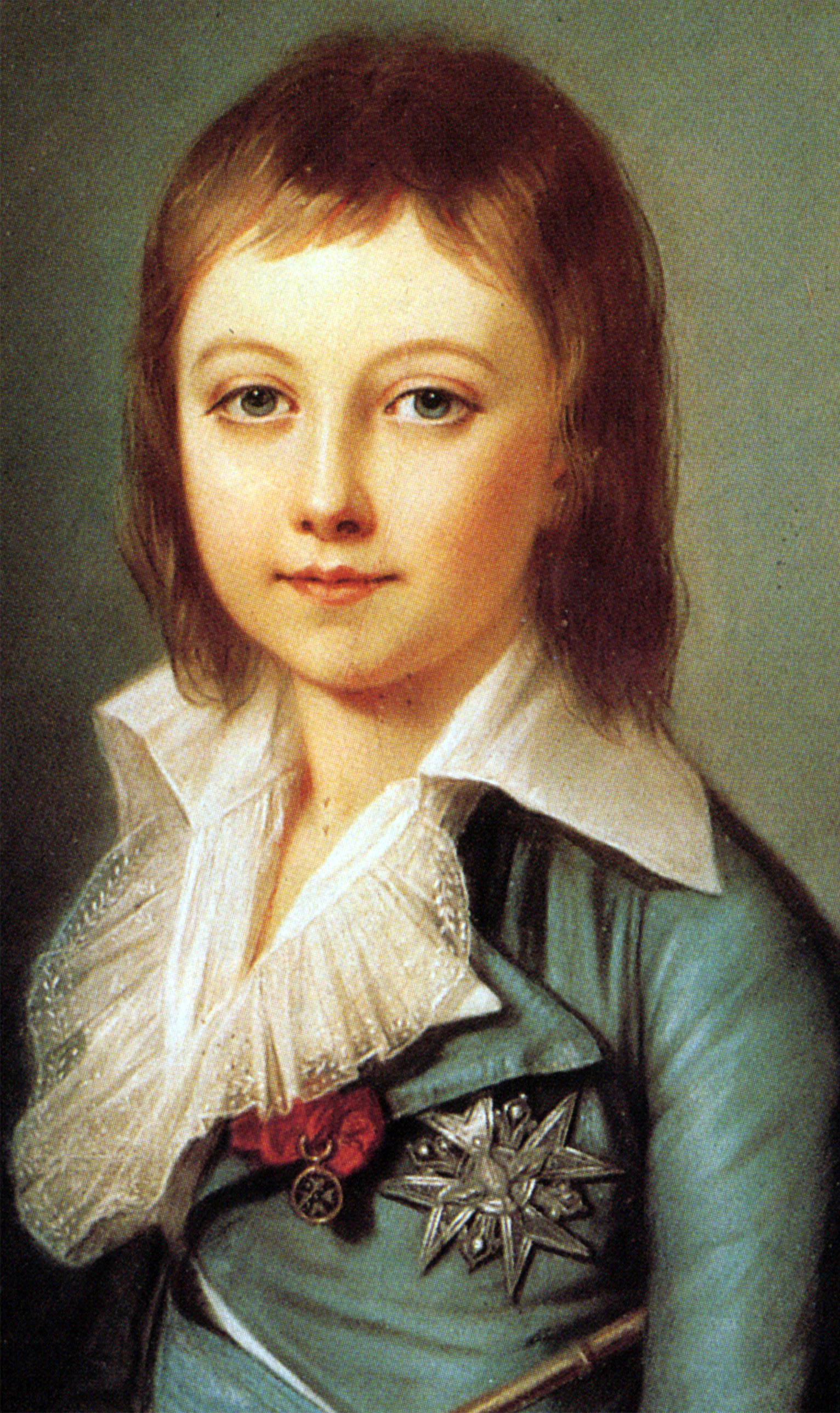
Louis XVII của Pháp, 1789, hiện ở Cung điện Versailles
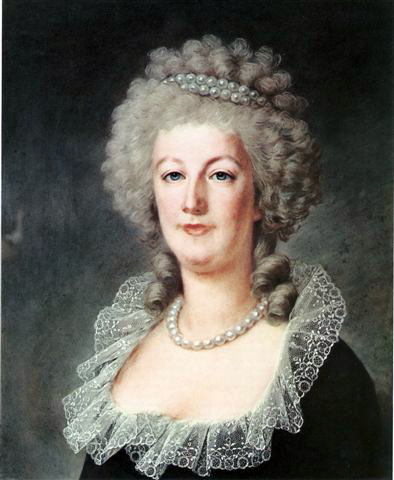
Maria Antonia của Áo khoảng năm 1790
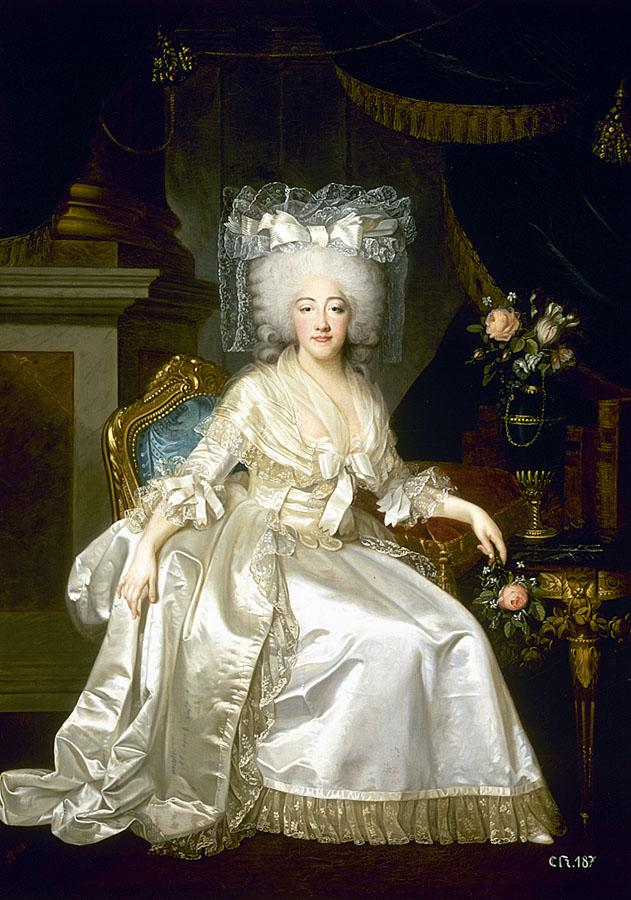
Marie Josephine Louise của Savoy
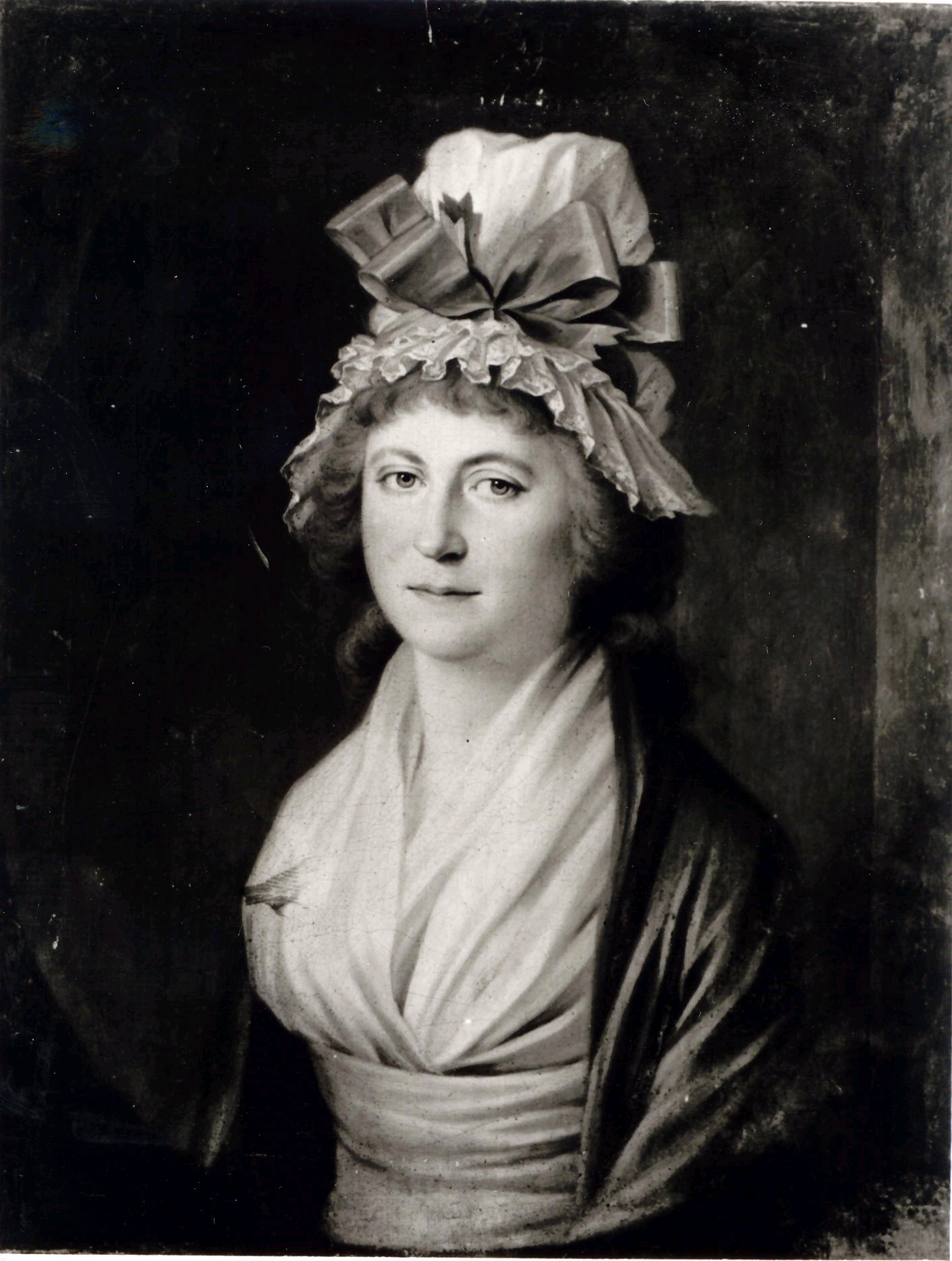
Chân dung một phụ nữ (đã bị thất lạc trong Chiến tranh thế giới thứ hai)